# Men Who Have Made Love to Me
Men Who Have Made Love to Me er en amerikansk stumfilm fra 1918 af Arthur Berthelet.

## Medvirkende
- Mary MacLane
- Ralph Graves
- Paul Harvey
- Cliff Worman
- Alador Prince
- Clarence Derwent
- Fred Tiden